# Jan Klępiński

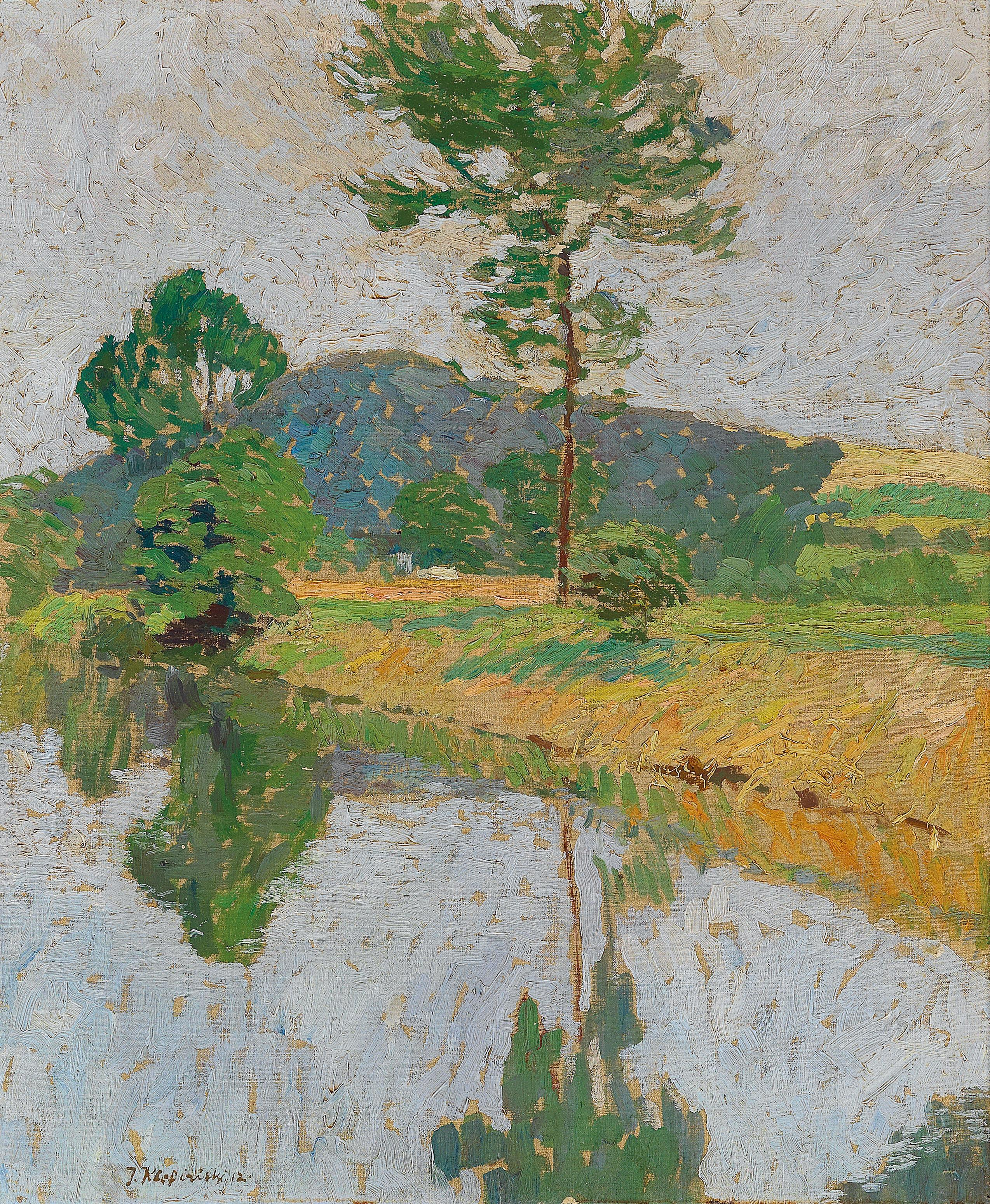
„Krajobraz rzeki”, J. Klępiński (1912)

Jan Klępiński, także Jan Klepiński, Johann Klepinski, właśc. Jan Tomasz Stanisław Klępiński (ur. 29 grudnia 1872 w Łodzi, zm. 13 czerwca 1913 w okolicach Erby) – polski malarz naturalista.

## Życiorys
Nie są znane informacje nt. jego młodości oraz miejsca, w którym pobierał nauki. W młodym wieku wyjechał za granicę z przyczyn politycznych. W 1893 przesłał na Salon okrężny Towarzystwa Zachęty Sztuk Pięknych w Warszawie swój obraz pt. „Ruiny”, którego nie przyjęto na wystawę. W 1894 rozpoczął naukę w prywatnej szkole malarskiej w Monachium, którą prowadzili: Anton Ažbe i Simon Hollósy – artyści hołdujący akademickiemu naturalizmowi, w związku z czym malarstwo Klępińskiego również nawiązywało do tego kierunku. Po ukończonych studiach w Monachium Klępiński podróżował po Włoszech i Dalmacji, tworząc obrazy nawiązujące do tematyki manierystycznej oraz sceny rodzajowe. Od 1900 malarstwo Klępińskiego pojawiało się na wystawach artystycznych w Polsce. W Towarzystwie Przyjaciół Sztuk Pięknych w Krakowie wystawiał takie obrazy jak: „Cmentarz”, „Port w Fiume” i „Studium” w 1900, „Zbiór siana” w 1902, „Pasterz”, „Willa Sablich w Fiume”, „Wieśniaczka”, „Kapusta”, „Szwaczka”, „Krajobraz letni”, „Studium”, „Jesień” i „Szkic” w 1903 oraz „Na łące”, „Przed deszczem” i „Przy kominie” w 1905. Ponadto jednocześnie wystawiał obrazy w Warszawie w Salonie Aleksandra Krywulta, u którego w 1900 wystawiał: „Cmentarz”, „Port w Fiume”, „Studium”, Nad morzem”, w 1901: „Lazzaroni”, „Nad morzem”, „Jesień” i „Zagony”, w 1903: „Zbiór siana”, a w 1904: „Stary pasterz”. W Towarzystwie Zachęty Sztuk Pięknych swoje obrazy wystawiał od 1902, były to dzieła takie jak: „Po deszczu”, „Rybak” i „Stary wieśniak”, w 1904: „Przed deszczem”, „Na łące”, „Wieczór”, „Cmentarz” i „Sonata”, w 1905: „Pastorale”, w 1907: „Jezioro Como”, w 1909: „Willa nad jeziorem” i „Portofino”, w latach 1910–1911: „Romantyczny widok”, a w latach: 1912-1913 „Brzeg morski” i „Motyw z Dubrownika”. Od 1913 wystawiał swoje obrazy w Monachium, a po jego śmierci jego sztuka była wystawiana we Lwowie w 1918.
Zmarł 13 czerwca 1913 w willi Lazza należącej do pochodzącej z Mediolanu rodziny Gamba. Śmierć nastąpiła w wyniku wypadku podczas zwiedzania groty Buco del Piombo w Erbie.
Jego obrazy znajdują się m.in. w zasobach Muzeum Sztuki w Łodzi.